# Pneu Laurent
Pneu Laurent ist ein französisches Unternehmen, das Reifen industriell runderneuert. Es ist gleichzeitig eine Tochtergesellschaft des Michelin-Konzerns. Der Stammsitz befindet sich in Avallon (Burgund). Das Unternehmen ist der größte französische Runderneuerungs-Dienstleister und europäischer Marktführer bei der Wiederaufbereitung von Lkw-Reifen. Im brandenburgischen Oranienburg, nördlich von Berlin, befand sich das einzige deutsche Werk, das Ende 2016 seine Filiale hier schloss.

## Unternehmenszahlen
An den zwei Werksstandorten in Europa sind etwa 800 Mitarbeiter beschäftigt, davon 210 in Oranienburg. Die gesamte Produktionskapazität des Unternehmens liegt bei mehr als 5000 Einheiten oder etwa 82 Tonnen wiederverwertete Reifen täglich. Auf das Jahr umgerechnet werden zirka 1,4 Millionen Stück Lkw- und EM-Reifen sowie vorgefertigte Laufstreifen verkauft. Hierzu gibt es Vertriebsstandorte in Frankreich, Deutschland, Österreich, Polen, Dänemark, Belgien, Luxemburg, in den Niederlanden, in Tschechien und in der Schweiz.

## Spezielle Technologie
Die Firma Pneu Laurent nutzt für die Herstellung der Laufstreifen die Technologie der RCL-Kalterneuerung. RCL steht hierbei als Kürzel für Recycling. Gemeinsam mit der Firma RECAMIC, ebenfalls eine Tochtergesellschaft des Michelin-Konzerns, werden diese unter der Bezeichnung MICHELIN Retread Technologies auf dem Weltmarkt vertrieben.
Das Verfahren RCL-Kalterneuerung wird ausschließlich bei Lkw-Reifen angewandt. Der Reifen erhält hierzu einen bereits vorher in einer Flachpresse vulkanisierten Laufstreifen. Dieser wird danach mit einer Bindegummimischung auf die Karkasse gelegt und in einem Autoklaven vulkanisiert. Mit diesem Verfahren können fast alle auf dem Markt existierenden Reifentypen runderneuert werden und auch spezifische Marktbedürfnisse berücksichtigt werden. Dieses vom Unternehmen selbst entwickelte Verfahren gilt als weltweit einzigartig und erhöht die Laufleistung gegenüber konventionell kaltrunderneuerten Reifen um bis zu 14 Prozent.

## Unternehmensgeschichte

### Firma Laurent
Das Unternehmen wurde 1952 gegründet und befasste sich zunächst mit der industriellen Runderneuerung von PKW-Reifen. Später wurde diese Wiederaufarbeitung auch auf Lkw-Reifen ausgedehnt. Ab 1964 wurde das Unternehmen in den Michelin-Konzern eingebunden und ist seit 1973 dessen Tochtergesellschaft. In den 1970er-Jahren gehörte zum Unternehmen auch ein Standort in Rheinland-Pfalz. Aufgrund steigender Verkaufszahlen wurde 1981 für Deutschland die Laurent Reifen Vertriebs GmbH gegründet.

### Von Reifen-Müller über den VEB Berliner Reifenwerk zu Scanrub
Der VEB Berliner Reifenwerk („Pneumant“) entstand 1968 aus dem Vorkriegshersteller Reifen-Müller, der bereits in den 1930er-Jahren mit Reifen-Runderneuerungen begonnen hatte, vorzugsweise für Lkw der Wehrmacht. 1990, im Jahr der deutschen Wiedervereinigung und der Auflösung des Reifenkombinats, übernahm das Unternehmen Viborg die Standorte Schmöckwitz und Oranienburg. Aus diesen wurde die Scanrub Reifenwerke GmbH gebildet. In Oranienburg ließ das Management im Jahr 2002 eine moderne vollautomatische Reifenaufbereitungsanlage mit einer Gesamtkapazität von etwa 55.000 t jährlich errichten.

### Zusammenschlüsse
Die Scanrub Reifenwerke GmbH und die Firma Laurent fusionierten schließlich im Jahr 2004 und bildeten die deutsche Laurent Reifen GmbH mit Hauptsitz in Oranienburg, wobei das Werk in Oranienburg Ende November 2016 geschlossen wurde.

## Zwischenfälle
Während der Baumaßnahmen für die neue Reifenaufbereitungsanlage zündeten Brandstifter im April 2002 das zum Abtransport vorbereitete Altreifenlager auf dem ehemaligen militärischen Flugplatz der GSSD in Germendorf an. Vom Feuer betroffen war eine Freifläche von ca. 30.000 m², mit ca. 8000 t Reifen, was geschätzt ca. 1,5 Mill. Stück Reifen entspricht. Die Rauchschwaden waren bis nach Potsdam und Neuruppin zu sehen.